# Dahme-Klasse
Die Dahme-Klasse ist eine Serie von neun Schleppbooten des Projekts 1345, die für die DDR-Binnenschifffahrt gebaut worden sind. Benannt ist die Klasse nach dem gleichnamigen Fluss.

## Allgemeines
Die Schleppboote wurden vom VEB Yachtwerft Berlin gebaut. Der Schiffsrumpf ist aus Stahl durch drei Schotte in vier wasserdichte Abteilungen unterteilt: Achterpiek, Maschinenraum, Besatzungsraum und Vorpiek. Der Antrieb besteht aus einem Schiffsdieselmotor des Typs 6 VD14,5/12-1 SRW vom VEB Dieselmotorenwerk Schönebeck, der mit 79,4 kW auf einen Festpropeller wirkt. Als Geschwindigkeit werden 8 km/h im Schleppbetrieb und 15 km/h in der Alleinfahrt erreicht. Die Schleppboote der Warnow-Klasse (Projekt 1344) sind eine nahezu baugleiche Variante für die Volksmarine, jedoch mit einer zusätzlichen Fahrgastkapazität.

## Einheiten
Die Schleppboote wurden vom VEB Wasserstraßenbau, den Wasserstraßenämtern und weiteren Volkseigenen Betrieben eingesetzt. Über den Verbleib nach der Wiedervereinigung Deutschlands gibt die nachfolgende Tabelle Auskunft:
| Baunummer | Bauname      | ENI      | Baujahr | Verbleib                                                                                           |
| --------- | ------------ | -------- | ------- | -------------------------------------------------------------------------------------------------- |
| 1345–1    | Milan        | 05031750 | 1970    | Seit 1990 WSA Brandenburg (2020 WSA Spree-Havel)                                                   |
| 1345–2    | Reiher       | 05033680 | 1970    | 1990–2010 WSA Brandenburg, seit 2010 Niederlande als Viktoria (ENI 02335811)                       |
| 1345–3    | Schorfheide  | 05026850 | 1970    | 1990–2006 WSA Eberswalde, seit 2006 ROWA Wasserbau GmbH als Finn (ENI 04805690)                    |
| 1345–4    | Sandau       | 05030070 | 1970    | 1990–2003 WSA Magdeburg, seit 2003 Stern und Kreisschiffahrt als Sirius (ENI 04802930)             |
| 1345–5    | Geier        | 05031740 | 1970    | 1990–2007 WSA Berlin, seit 2008 Ingenieur Wasser und Tiefbau GmbH als Krokodil                     |
| 1345–6    | Freundschaft |          | 1970    | 1990–2007 ElbeKies GmbH als ElbeKies, seit 2007 Reederei Ed Line als Edrad                         |
| 1345–7    | Dosse        | 05033690 | 1973    | 1990–2006 WSA Brandenburg, seit 2006 Baustoff und Gewässersanierungs GmbH als Dosse (ENI 04804320) |
| 1345–8    | Halle        | 05030040 | 1973    | 1990–1996 WSA Magdeburg, seit 1996 in Privatbesitz mit Liegeplatz in Werder (Havel)                |
| 1345–9    | Alligator    | 05608420 | 1973    | 1990–2013 Ingenieur Wasser und Tiefbau GmbH als Alligator, weiterer Verbleib unbekannt             |